# 日本海洋開発建設協会
社団法人日本海洋開発建設協会（にほんかいようかいはつけんせつきょうかい）は、日本土木工業協会、日本電力建設業協会、日本鉄道建設業協会とともに、旧土木4団体が2009年4月1日に合併して土木分野全般を網羅する社団法人日本土木工業協会に移行した。元国土交通省所管の社団法人。

## 概要
- 所在：東京都中央区八丁堀2-5-1
- 設立：1973年4月20日
- 会長：梅田貞夫